# Muqali

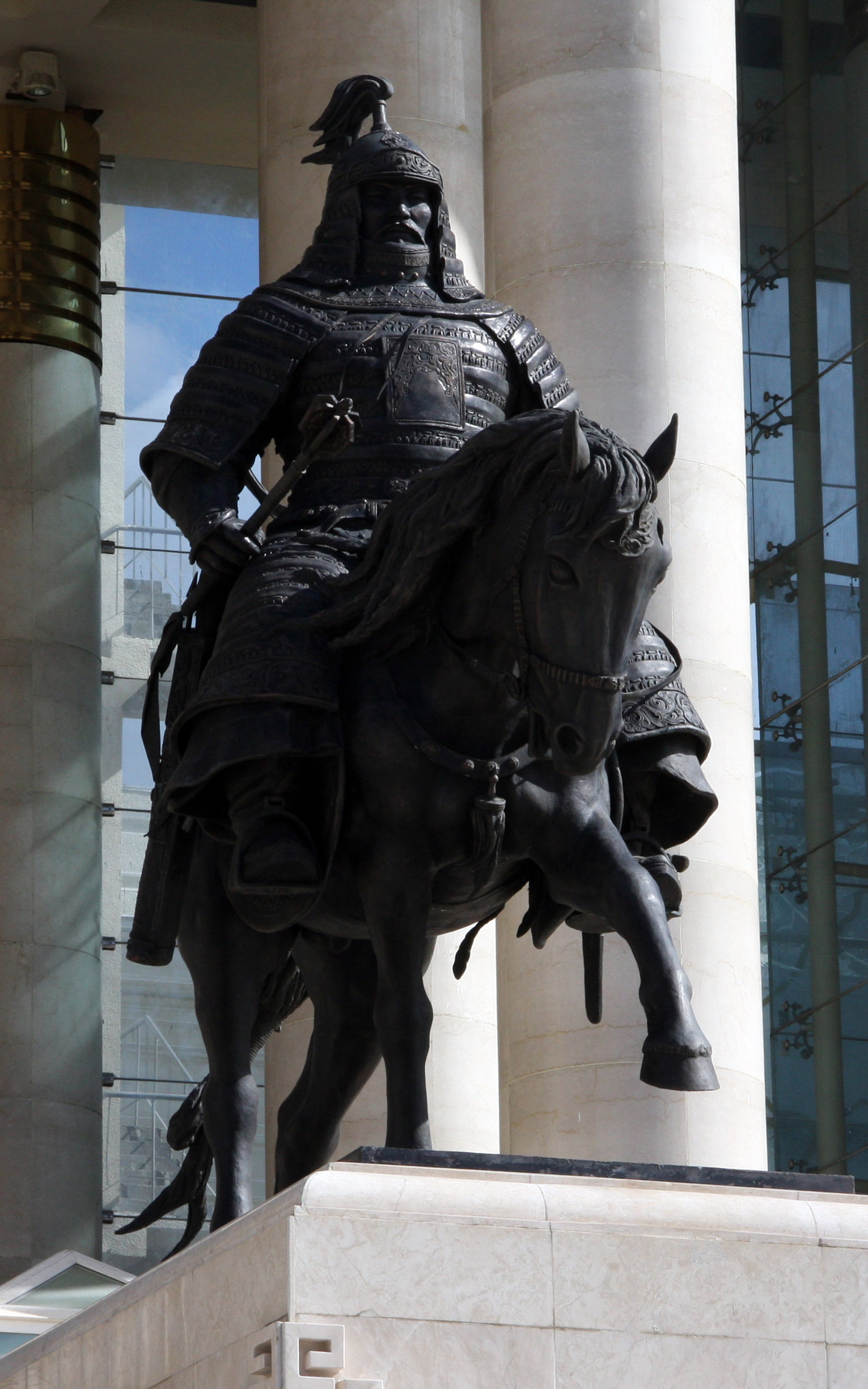
Statue des Muqali auf dem Süchbaatar-Platz in Ulaanbaatar

Muqali  (mittelmongolisch: ᠮᠤᠬᠤᠯᠠᠢ, Muqali; mongolisch (modern): Мухулай, Muchulai; chinesisch: 木华黎, Mùhuálí; * um 1170 in der heutigen Mongolei; † 1223 in China) war einer der bedeutendsten Feldherren der Armee des Mongolischen Reichs unter Dschingis Khan. Muqali war an entscheidenden, siegreichen Schlachten während der Einigung der mongolischen Stämme beteiligt und während Dschingis Khans Feldzug gegen die Jin-Dynastie gewann er zahlreiche Schlachten und nahm mehrere Städte ein. Er war einer der engsten Berater und Vertrauten Dschingis Khans und war maßgeblich an der Gründung und frühen Ausdehnung des Reichs beteiligt.
1217 verlieh ihm Dschingis Khan den Titel Gui Ong (etwa: staatlicher Prinz) und machte ihn zum de-facto-Herrscher über die mongolischen Gebiete in Nordchina und Oberbefehlshaber der dortigen Truppen. Ihm oblag nicht nur die administrative Verwaltung der besetzten Gebiete, er dehnte diese auch bis zu seinem Tode 1223 weiter aus. Nur Dschingis Khan selbst stand in der administrativen und militärischen Hierarchie der Mongolen über ihm und er war der ranghöchste Offizielle und Offizier, der nicht aus dem Geschlecht der Dschingisiden stammte.
Während Muqali in der mongolischen Überlieferung späterer Jahrhunderte und bis heute eine gewichtige Rolle spielt und große Popularität genießt, ist er im Westen, im Vergleich zu anderen mongolischen Feldherren – wie etwa J̌ebe oder Sube'etai – relativ unbekannt geblieben.

## Leben
Angaben über Muqalis Leben sind in den Primärquellen spärlich. Insbesondere zu seinen frühen Jahren und den Beginn seiner Laufbahn finden sich Angaben einzig in der Geheimen Geschichte der Mongolen und in der chinesischen Chronik Yuan Shi (Geschichte der Yuan, ca. 1370). Letztere enthält eine Biografie Muqalis, diese liegt allerdings nicht in westliche Sprachen übertragen vor. Seine späteren, militärischen Operationen sind in chinesischen Quellen knapp, aber relativ gut dokumentiert. In der Sekundärliteratur sind Angaben zu seiner Person und seinem Wirken oft spärlich und weit verstreut. Zusammenhängende Darstellungen finden sich nur in stark gerafften, biografischen Skizzen und vereinzelten akademischen Artikeln oder Kapiteln in längeren Veröffentlichungen.

### Herkunft, frühe Jahre und Familie

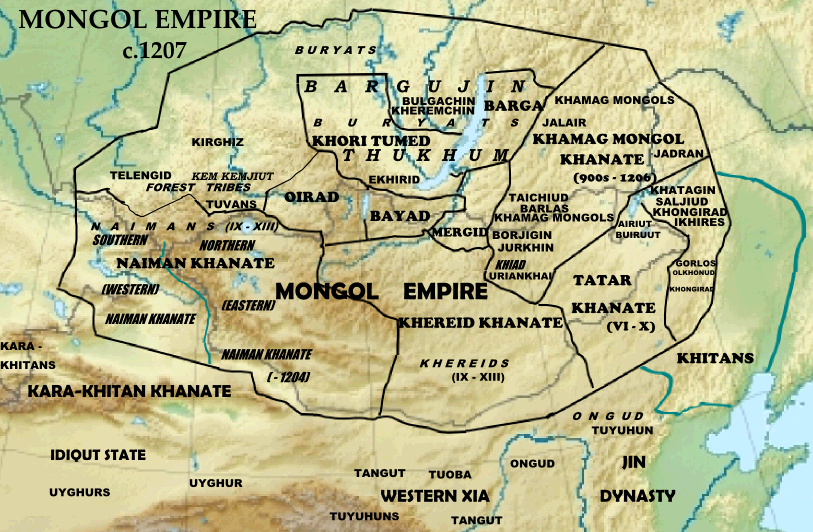
Lage des Siedlungsgebiets der J̌alayir und anderer mongolischer Stämme zu Beginn des 13. Jahrhunderts

Weder Muqalis Geburtsdatum noch der genaue Ort seiner Geburt sind bekannt und auch über seine Kindheit und Jugend finden sich in den Quellen keine Angaben. Er entstammte bescheidenen Verhältnissen. Seine Familie gehörte zum mongolischen Clan der J̌alayir. Diese lebten östlich des Flusses Onon, nordöstlich des Siedlungsgebiets der Qiyat, Dschingis Khans Clan.
Muqali war einer von fünf Söhnen seines Vaters Gü'ün U'a und seiner Mutter Köküi. Er hatte eine Hauptfrau namens Buqalun und acht Nebenfrauen, deren Namen allerdings nicht überliefert sind. Mit Buqalun hatte er offensichtlich nur einen Sohn, Bōl (* 1197). Dieser erbte Muqalis Titel und Stellung und war ebenfalls Kommandeur in der mongolischen Armee, genauso wie später sein eigener Sohn Tas.

### Anschluss an Dschingis Khan
Seit Generationen standen die J̌alayir in einem Verhältnis der Leibeigenschaft zum Clan der J̌ürkin, die, wie Dschingis Khans Qiyat ein Unterclan der Borjigin waren. Sie führten ihre Abstammung auf Qabul Khan zurück und gehörten zur Aristokratie der mongolischen Clans und Stämme. In den Auseinandersetzungen um die Vorherrschaft auf dem mongolischen Hochplateau kam es, vermutlich 1196 oder 1197, zu einer Schlacht zwischen den Kriegern Temüdschins, des späteren Dschingis Khan, und den J̌ürkin. Letztere unterlagen, und nachdem seine Herren geschlagen waren, erschien Gü'ün U'a bei Dschingis Khan, um seine Unterwerfung zu bekunden. Zum Zeichen seiner Aufrichtigkeit machte er Dschingis Khan seine beiden Söhne Muqali und Boqa als Faustpfand zum Geschenk.  Schnell entwickelte sich ein enges persönliches Verhältnis zwischen Temüdschin und Muqali, der als Nökör (Gefährte) bald zu Temüdschins engstem Kreis gehörte.

### Als Feldherr

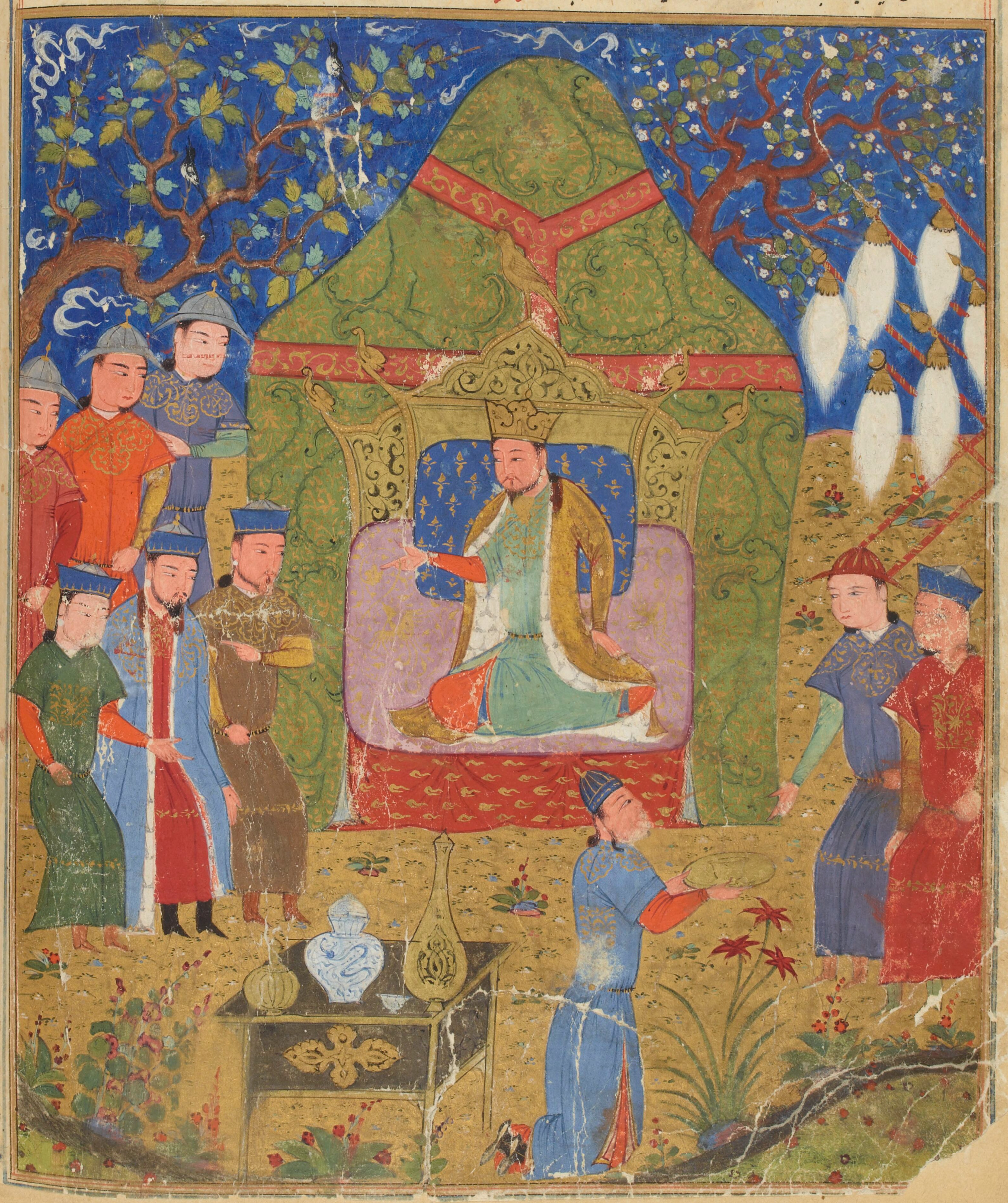
Die Inthronisation des Temüdschin zum Činggis Qan. (Darstellung in einer persischen Chronik, ca. 1430.)

Neben Bo'orču, der bereits in der Jugend Temüdschins erster Gefolgsmann geworden war, wurde Muqali der engste Vertraute und Berater Temüdschins. Im Jahr 1206, anlässlich der Inthronisation Temüdschins zum Činggis Qan kam Muqali zu höchsten Ehren. Temüdschin verkündete, dass Muqali und Bo'orču seine treuesten und geschätztesten Nökör waren, und er seinen Aufstieg zur Macht ihnen verdanke. Er sprach jedem der beiden ein persönliches Tümen (Zehntausenderschaft der mongolischen Armee) zu und übertrug Bo'orču das Oberkommando über den rechten (westlichen) Armeeflügel, Muqali das über den linken (östlichen), während der Khan selbst die Truppen der Mitte kommandierte.  Darüber hinaus ernannte Dschingis Khan Muqali zu einem seiner Dörben Kulu'ud (Vier Rössern). Die Dörben Kulu'ud, Muqali, Bo'orču, Boroqul und Čila'un, bildeten mit den Dörben Noqas (Vier Hunden), J̌ebe, Sube'etai, J̌elme und Qubilai, das Zentrum der mongolischen Militärführung und Administration um Dschingis Khan. Als im Jahre 1221 der chinesische Diplomat Zhao Hong als Botschafter der Song die Mongolen aufsuchte, stellte er fest, dass außer Dschingis Khan kein anderer Kommandeur in der mongolischen Militärhierarchie höher stand als Muqali.
Muqali war ein fähiger Kommandeur, der keine seiner offenen Feldschlachten verlor. Zu seinen besonderen Fähigkeiten gehörte sein Talent, Truppen verschiedener Ethnien (Kitan, Jurchen, Han, Tangut) in die Armee zu integrieren und deren militärisches Vorgehen und ihre Kriegstechnik zu adaptieren. Wie Dschingis Khan beförderte er Offiziere aufgrund ihrer Fähigkeiten und Loyalität, nicht aufgrund von Verwandtschaftsverhältnissen oder Blutlinien. So machte er beispielsweise Shih T'ien-ni und Shih T'ien-hsiang, zwei chinesische Brüder, die zuvor Feinde der Mongolen gewesen waren, zu seinen ranghöchsten Untergebenen. Zuweilen zeigte sich Muqali gegenüber geschlagenen feindlichen Truppen äußerst großmütig, wie andere mongolische Heerführer schreckte er aber auch nicht davor zurück, ausufernde Massaker an der Zivilbevölkerung zu verüben.

#### Die Vereinigung der mongolischen Stämme (1199–1211)
Die erste militärische Unternehmung, in deren Zusammenhang Muqali in den Quellen Erwähnung findet, ereignete sich vermutlich 1199. Temüdschins Verbündeter und Mentor To'oril, der Ong Khan der Kereyit, war in Auseinandersetzungen mit den Naiman in Bedrängnis geraten. Temüdschin sandte ihm Muqali, Bo'orču, Boroqul und Čila'un zu Hilfe. Es gelang den Dörben Kulu'ud die Naiman in die Flucht zu schlagen und To'oril und seine Leute zu retten.
In den Auseinandersetzungen um die Vorherrschaft über die mongolische Steppe, nahm Muqali an weiteren entscheidenden Schlachten teil. 1202 war er vermutlich an Temüdschins Schlacht gegen die Tatar, jenen Stamm, dessen Krieger Temüdschins Vater getötet hatten, beteiligt. Nach der Schlacht wurden alle männlichen Tatar, die eine Wagenachse überragten, getötet.
Temüdschin und der Ong Khan To'oril entzweiten sich und 1203 kam es zu offenen Feindseligkeiten. Es entbrannte eine Schlacht zwischen Temüdschins Truppen und den Kereyit. Am dritten und letzten Tag der Schlacht erstürmte Muqali mit einem Trupp handverlesener Krieger das Lager des Ong Khan und beendete so die Schlacht.
Eine weitere entscheidende Schlacht an der Muqali zur Zeit der Reichsgründung teilnahm, ereignete sich 1204. Geflüchtete Krieger der von Temüdschin unterworfenen Stämme, unter anderem von den Tayiči'ut, Tatar, Kereyit und Merkit, hatten sich um Tayang Khan von den Naiman gesammelt. Die Naiman und ihre Verbündeten waren die letzte Macht, die noch eine Gefahr für Temüdschins Herrschaftsansprüche über die Steppe darstellte. Die Koalition erlitt eine verheerende Niederlage und der Widerstand gegen Temüdschins Aufstieg war gebrochen. 1206 fand ein Qurultai (große Ratsversammlung der mongolischen Fürsten und Militärführer) statt und Temüdschin wurde zum Herrscher über die Völker der Steppe ernannt und erhielt den Titel Činggis Qan.
Über Muqalis Verbleib in den Jahren 1206 bis 1211 finden sich keine weiteren Angaben. Es ist allerdings sehr wahrscheinlich, dass er 1209–1210 an Dschingis Khans Feldzug gegen die Xi-Xia-Dynastie der Tangut in Nordchina teilnahm.

#### Der Feldzug gegen die Jin (1211–1216)

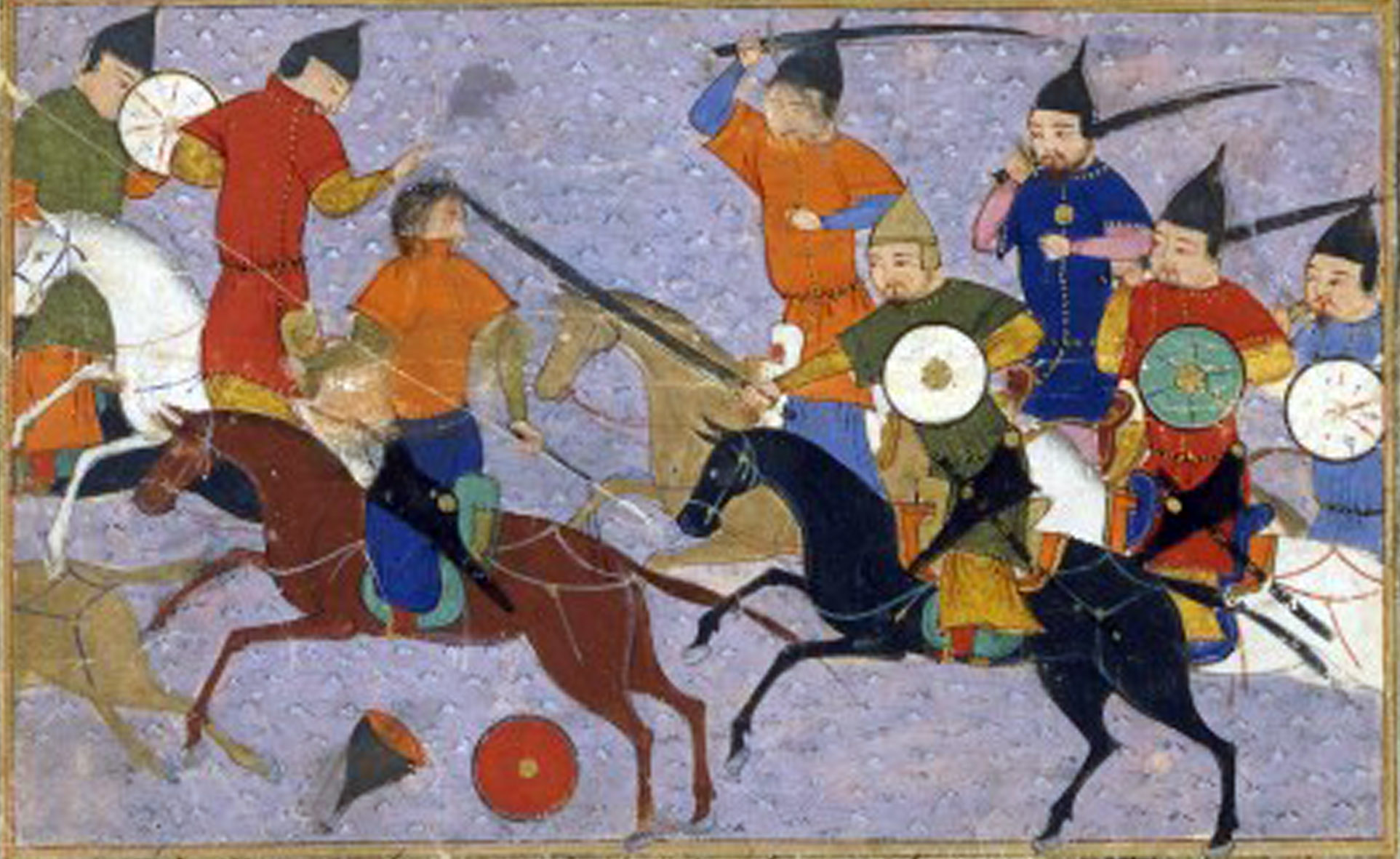
Schlacht zwischen den Mongolen und den Jin. (Darstellung in einer persischen Chronik, ca. 1430.)

1211 erklärte Dschingis Khan der Jin-Dynastie in Nordchina den Krieg. Über die Wüste Gobi zog die mongolische Armee nach Süden und erreichte im Frühjahr das Territorium der Jin. Zunächst zogen Muqalis Truppen des linken Flügels mit der Hauptarmee unter Dschingis Khan. Verschiedene Festungen an der Nordgrenze der Jin fielen in schneller Folge. Im September 1211 kam es zu der strategisch wichtigen Schlacht von Yehuling. An der Spitze eines Trupps Elitetruppen gelang es Muqali bei Huan'erzui, die Reihen der Jin zu durchbrechen und so die Niederlage der Jin zu besiegeln.
Im November 1213 nahm Muqali die Stadt Zhuozhou ein und im darauffolgenden Monat oder Anfang 1214 die Stadt Mizhou, deren Bevölkerung er massakrieren ließ. Während der Belagerung Zhongdus (heute ein Teil Pekings), der Hauptstadt der Jin, im Jahr 1214 entsandte Dschingis Khan Muqali nach Nordosten, um die Mandschurei, das Stammland der Jurchen, zu unterwerfen. Städte wie Gaozhou, Yizhou, Shunzhou und andere fielen in rascher Folge. Anfang 1215 näherte sich Muqali von Süden der „nördlichen Hauptstadt“ der Jin, Bejing (heute: Liaoyang; nicht zu verwechseln mit dem heutigen Peking). Dort hatten die Jin eine beträchtliche Garnison zusammengezogen. Die Jin-Truppen zogen den Mongolen entgegen und es kam zu einer Schlacht, welche mit einer vernichtenden Niederlage der Jin endete. Beijing fiel nach längerer Belagerung im Mai 1215. Muqali zog mit seinen Truppen nach Xingzhou, besiegte eine weitere Armee der Jin und nahm auch diese Stadt ein.
Zhongdu fiel im Sommer 1215. Weite Teile des nördlichen Territoriums der Jin waren in mongolischer Hand, der Kaiser hatte sich 1214 nach Kaifeng zurückgezogen um von dort aus Widerstand zu organisieren. Dschingis Khan kehrte mit einem Großteil der mongolischen Truppen in die Mongolei zurück und überließ die Konsolidierung der eroberten Gebiete und die weiteren Militäroperationen Generalen wie Muqali und Samuqa, die er mit dem linken Flügel der Armee in Nordchina beließ. Muqali setzte die Eroberung der Provinz Liaoning fort, gewann fünf Schlachten und nahm eine Reihe von Städten wie Jinzhou und Guangning ein, wobei es zu großen Verlusten unter der Zivilbevölkerung kam. Im Herbst 1216 war Liaoning endgültig unterworfen und Muqali folgte zunächst Dschingis Khan in die Mongolei.

#### Regentschaft in Nordchina (1217–1223)
Muqali erreichte Dschingis Khans Lager am Kerülen 1217 und erhielt dort höchste Ehren. Nicht nur verlieh der Khan ihm die Titel Gui Ong (etwa: staatlicher Prinz) und Taiši (etwa: großer Lehrer), sondern er überreichte ihm auch ein Duplikat seiner eigenen weißen, neunschwänzigen Standarte, die das höchste Symbol seiner Macht darstellte. Mit dieser Geste stellte Dschingis Khan Muqali im Rang über alle anderen mongolischen Offiziere und Offiziellen und erteilte ihm im Prinzip dieselbe Verfügungsgewalt über die mongolischen Truppen, die er selbst innehatte. Eine höhere Auszeichnung konnte Dschingis Khan nicht vergeben und Muqali war der einzige Mongole, der sie je von ihm erhielt. Dschingis Khan sprach Muqali zudem alle Gebiete südlich des Taihangshan zu und machte ihn zum Oberbefehlshaber aller Truppen in China.
Muqali kehrte nach China zurück und da der Norden des Territoriums der Jin gesichert war, fokussierte er seine Aufmerksamkeit nun auf Zentralchina. Auch dort nahm er in kurzer Zeit Städte wie Suicheng, Lizhou oder Zongshan, bevor im Herbst 1218 Zhending, ein zentrales Bollwerk der Verteidigung der Jin fiel. Daraufhin ergaben sich verschiedene Städte Muqali kampflos.
Er begab sich nach Zhongdu von wo aus er in den folgenden Jahren die administrative Verwaltung der besetzten Gebiete und die weiteren militärischen Operationen koordinierte. Er führte einen brutalen, aber effektiven Krieg und brachte die Provinzen Shanxi (1219), Hebei (1220) und Shandong (1222) weitgehend unter seine Kontrolle. In Verhandlungen mit den südchinesischen Song erwies er sich zudem als geschickter Diplomat. Er bereitete weiter Offensiven vor, aufgrund seiner begrenzten Truppenstärke – der größte Teil der mongolischen Armee war in Zentralasien im Krieg gegen das Choresmische Reich (1219–1224) gebunden – gelang es ihm aber nicht, weitere entscheidende Erfolge zu erzielen.

### Tod und Vermächtnis
Muqali verstarb 1223 überraschend an einer Krankheit.
Nach seinem Tod gingen seine Titel und seine Position an seinen Sohn Bōl über. Bōl konnte allerdings, ebenso wenig wie andere mongolische Heerführer, nicht an die Erfolge seines Vaters anknüpfen. Die Eroberung der Jin-Dynastie kam für rund ein Jahrzehnt praktisch zum Stillstand, bevor Ögedei Khan, Tolui und Sube'etai in den frühen 1230er Jahren die Offensive wieder aufnahmen und die Jin 1234 endgültig untergingen. Enkel und Urenkel Muqalis, wie etwa Tas, An T'ung oder Baiju bekleideten später bedeutende Posten in der Yuan-Dynastie Kublai Khans und dem Ilkhanat des Hulegu Khan.
Muqali ist bis heute eine populäre Figur in der mongolischen Überlieferung und Literatur. Dort wird er oft als geradezu übermenschlicher Superheld dargestellt.
Bronzestatuen von Muqali und Bo'orču flankieren heute die Dschingis-Khan-Statue auf dem Süchbaatar-Platz (ehemals Dschingis-Khan-Platz) in Ulaanbaatar.